# Leonora Fani
Leonora Fani (Crocetta del Montello, 18 de fevereiro de 1954) é uma ex-atriz de cinema italiana.

## Carreira
Nascida em Crocetta del Montello, província de Treviso, Itália como Eleonora Cristofani, Leonora Fani foi lançada em 1971 ao vencer o concurso "Miss Teenager". Então ela teve uma carreira de sucesso em filmes B italianos, especialmente no subgênero "erótico-violento". Ela interpretou, como papéis típicos, garotas com traumas ou perversões de vários tipos, ou adolescentes envolvidas em histórias onde o erotismo é tingido de sangue.

## Filmografia
- Metti... che ti rompo il muso (1973)
- La svergognata (1974)
- Amore mio, non farmi male (1974)
- Il domestico (1974)
- Appuntamento con l'assassino (L'agression) (1975)
- Son tornate a fiorire le rose (1975)
- Lezioni private (Private Lessons) (1975)
- ... E la notte si tinse di sangue (Naked Massacre) (1976)
- Il conto è chiuso (The Last Round) (1976)
- Perché si uccidono (1976)
- Calde labbra (1976)
- Bestialità (1976)
- Nenè (1977)
- Pensione paura (Hotel Fear) (1977)
- Giallo a Venezia (1979)
- L'ultima casa vicino al lago (Sensività) (The House by the Edge of the Lake) (1979)
- Peccati a Venezia (1980)
- Febbre a 40! (1980)
- Il giardino dell'Eden (Eden no sono) (1980)
- Champagne... e fagioli (1980)
- Uomini di parola (1981)
- Habibi, amor mío (1981)
- Dei miei bollenti spiriti (1981) (TV)
- Difendimi dalla notte (1981)